# Amtsgericht Großschönau
Das Amtsgericht Großschönau war ein Gericht der ordentlichen Gerichtsbarkeit und ein Amtsgericht in Sachsen mit Sitz in Großschönau.

## Geschichte
In Großschönau bestand bis 1879 das Gerichtsamt Großschönau als Eingangsgericht. Im Rahmen der Reichsjustizgesetze wurden 1879 im Königreich Sachsen die Gerichtsämter aufgehoben und Amtsgerichte, darunter das Amtsgericht Großschönau, geschaffen. Der Gerichtssprengel umfasste Großschönau mit hinterem Viehbig, Hutberg-Viehbig, Neuschönauer Dörfchen und Vierhäusern, Hainewalde mit Augustusthal, Breiteberg, Charlottenruh, Scheibe und Viehbig, Herrenwalde, Josephsdorf, Mittelleutersdorf, Neuleutersdorf, Niederleutersdorf mit Neuwalde, Oberleutersdorf I, II und III mit Feldhäusern, Hetzwalde und Neumittelsdorf, Saalendorf, Seifhennersdorf mit Feldhäusern und Folgen, Spitzkunnersdorf mit Wiesenthal und Neuspitzcunnersdorf und Waltersdorf (Alt- und Neu-) mit Butterberg und Sorge (oder Teichhäuser). Das Amtsgericht Großschönau war eines von 18 Amtsgerichten im Bezirk des Landgerichtes Bautzen. Der Amtsgerichtsbezirk umfasste danach 22.561 Einwohner. Das Gericht hatte damals eine Richterstelle und war ein kleines Amtsgericht im Landgerichtsbezirk.
Mit dem Gerichtsverfassungsgesetz vom 2. Oktober 1952 wurde das Amtsgericht Großschönau in der DDR aufgehoben und das Kreisgericht Zittau an seiner Stelle eingerichtet. Gerichtssprengel war nun der Kreis Zittau.

## Gerichtsgebäude

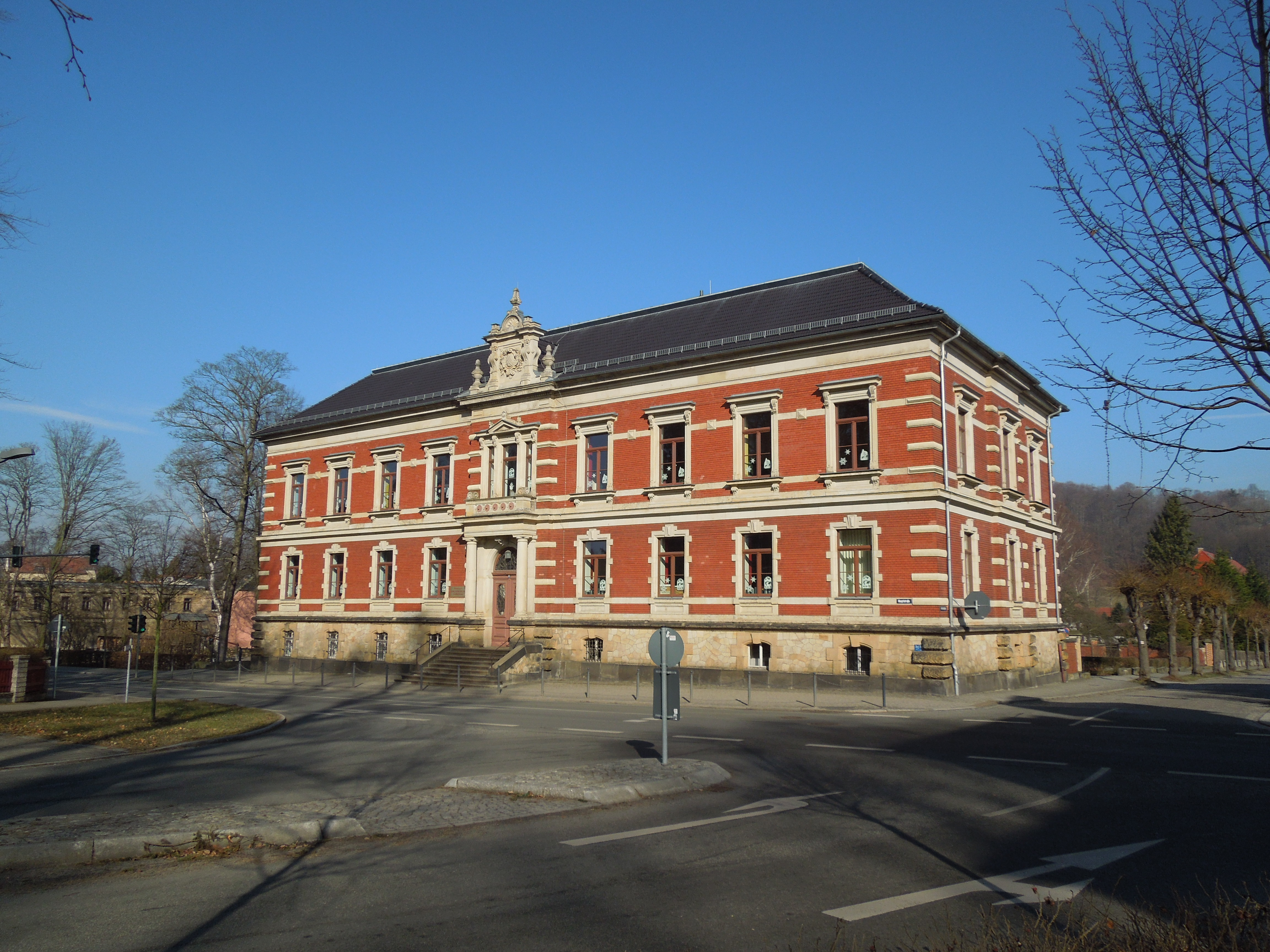
Ehem. Gerichtsgebäude (2018)

Das Amtsgericht nutzte das Ende des 19. Jahrhunderts erbaute Amtsgerichtsgebäude (Hauptstraße 69). Es handelt sich um ein Gebäude mit Klinkerfassade mit Sandstein-Architekturelementen. Es ist ortsgeschichtlich und baugeschichtlich von Bedeutung und steht daher unter Denkmalschutz.